# باورسايت (ميزوري)
باورسايت (بالإنجليزية: Powersite)‏ هي إحدى المجتمعات الفردية (غير مصنفة) في ولاية ميزوري في الولايات المتحدة الأمريكية.